# Tengri
Tengri – główne bóstwo w wierzeniach ludów mongolskich i tureckich.
Wyraz tengri, oznaczający "bóg" i "niebo", był używany na przełomie er na obszarze od Chin do południowej Rosji oraz od Kamczatki do Morza Marmara na określenie zarówno naczelnego bóstwa, jak i bóstw pomniejszych. Również nazywano tak bóstwa w religiach, z którymi ludność turecko-mongolska zetknęła się podczas swojej ekspansji terytorialnej. Tengri to także określenie boskości. W II wieku p.n.e. lud Xiongnu nazywał tak wielkiego boga nieba, nadając mu przymioty "najwyższy", "biały", "niebiański", "wieczny", "potężny".
W jednej z inskrypcji orchońskich opisano stworzenie świata. Gdy na górze zostało stworzone niebo, na dole ziemia, pomiędzy nimi stworzono ludzi. Oddzielenie nieba od ziemi można interpretować jako akt stworzenia świata. Tengri nie był stwórcą, niemniej ludy tatarskie i jakuckie obdarzały go tym tytułem. Według wierzeń buriackich to bóstwa tengeri stworzyły człowieka, na którego złe demony zesłały nieszczęścia.
Tengri ustanowił porządek we wszechświecie i wyznaczył losy ludzi. Każdy władca, zanim objął rządy, musiał uzyskać akceptację bóstwa, o czym świadczą orchono-jenisiejskie inskrypcje. Panujący był ziemskim wysłannikiem Tengri, dbającym o sprawne funkcjonowanie kultu. Anarchia powodowała fenomen deus otiosus, gdy kult Tengri ustępował miejsce lokalnym kultom, oraz zjawisko rozdrobnienia bóstwa. Dla przykładu, fenomen deus otiosus miał miejsce w schyłkowym okresie istnienia imperium mongolskiego, tunguski Buga nie wpływał na losy wszechświata i został zapomniany, jakucki Jurun nie karał. Rozdrobnienie Tengri przejawiało się, na przykład, w oddawaniu czci przez Mongołów nawet 99 tengri. W Środkowej i Północnej Azji rozdrobnienie powodowało niekiedy asymilację Tengri z lokalnymi bóstwami. Dla przykładu, ałtajski Baj Ulgen został zastąpiony przez Tengere Kajra-kana. 
Tengri nie miał świątyń i nie był przedstawiany pod postacią idola. Jego domem był wszechświat. Tengri był wszechwiedzący, co przejawiało się m.in. podczas złożenia przysięgi, gdy powoływano Niebo na świadka. Do Tengri zanoszono modły. Przed rozpoczęciem wojny dowodzący wojskami modlili się na szczycie gór, a niekiedy przez trzy dni w swoich namiotach, przez ten czas wojska wzywały Niebo. Swoje niezadowolenie z działań ludzkich Tengri wyrażał poprzez zjawiska przyrodnicze. Składano także ofiary z wołów, koni, baranów. Rytuały te nasilały się podczas klęsk żywiołowych.